# Вілсонвілл (Алабама)
Вілсонвілл (англ. Wilsonville) — місто (англ. town) в США, в окрузі Шелбі штату Алабама. Населення — 1857 осіб (2020).

## Історія
Першим поселенцем в районі Вілсонвілла був Генрі У. Робертсон, який привіз свою сім'ю з Південної Кароліни в 1812 році. Вілсонвілл був зареєстрований у 1879 році.

## Географія
Вілсонвілл розташований за 35 миль на південь від Бірмінгема за координатами 33°14′7″ пн. ш. 86°29′12″ зх. д. / 33.23528° пн. ш. 86.48667° зх. д. (33.235411, -86.486729).  За даними Бюро перепису населення США в 2010 році місто мало площу 28,10 км², з яких 24,91 км² — суходіл та 3,20 км² — водойми.

## Демографія
Згідно з переписом 2010 року, у місті мешкало 1827 осіб у 706 домогосподарствах у складі 539 родин. Густота населення становила 65 осіб/км².  Було 822 помешкання (29/км²).
Расовий склад населення:
| - 89,6 % — білих - 7,2 % — чорних або афроамериканців - 0,4 % — корінних американців - 0,1 % — азіатів - 1,8 % — осіб інших рас |

До двох чи більше рас належало 0,9 %. Частка іспаномовних становила 2,6 % від усіх жителів.
За віковим діапазоном населення розподілялося таким чином: 21,9 % — особи молодші 18 років, 61,4 % — особи у віці 18—64 років, 16,7 % — особи у віці 65 років та старші. Медіана віку мешканця становила 41,3 року. На 100 осіб жіночої статі у місті припадало 101,7 чоловіків;  на 100 жінок у віці від 18 років та старших — 99,3 чоловіків також старших 18 років.
Середній дохід на одне домашнє господарство  становив 59 678 доларів США (медіана — 43 456), а середній дохід на одну сім'ю — 68 871 долар (медіана — 54 250). Медіана доходів становила 41 927 доларів для чоловіків та 35 000 доларів для жінок. За межею бідності перебувало 20,3 % осіб, у тому числі 38,5 % дітей у віці до 18 років та 5,8 % осіб у віці 65 років та старших.
Цивільне працевлаштоване населення становило 975 осіб. Основні галузі зайнятості: роздрібна торгівля — 19,9 %, освіта, охорона здоров'я та соціальна допомога — 18,7 %, виробництво — 9,4 %, фінанси, страхування та нерухомість — 8,3 %.